# Шалявский, Анджей
Анджей Шалявский (4 декабря 1911 - 11 октября 1986)  (пол. Andrzej Szalawski, наст. фамилия Плюциньский) — польский актёр театра и кино.

## Биография
Анджей Шалявский родился 4 декабря 1911 года в Варшаве. Актёрское образование получил в Государственном институте театрального искусства в Варшаве, который окончил в 1937 году. Умер 11 октября 1986 года в Варшаве.

## Избранная фильмография
- 1929 — Первая любовь Костюшко / Pierwsza miłość Kościuszki — адъютант Тадеуша Костюшко
- 1937 — Девушки из Новолипок / Dziewczęta z Nowolipek — Игнась
- 1956 — Обломки корабля / Wraki — немецкий механик
- 1957 — Настоящий конец большой войны / Prawdziwy koniec wielkiej wojny — профессор Стенгень
- 1960 — Крестоносцы / Krzyżacy — Юранд из Спыхова
- 1961 — Тарпаны / Tarpany — Адам, руководитель экспериментального центра
- 1968 — Последний после бога / Ostatni po Bogu — капитан Павликовский
- 1968 — Волчье эхо — майор Грабень
- 1969 — Человек с ордером на квартиру / Człowiek z M-3 — профессор, руководитель клиники
- 1970 — Перстень княгини Анны / Pierścień księżnej Anny — князь Януш Мазовецкий / археолог
- 1971 — Гойя, или Тяжкий путь познания / Goya — аббат
- 1974 — Земля обетованная / Ziemia obiecana — Герман Бухгольц
- 1974 — Первый правитель / Gniazdo — Одолан, дядя князя Мешко
- 1975 — Казимир Великий / Kazimierz Wielki — Ольгерд, князь литовский
- 1975 — Директора / Dyrektorzy — профессор окулист (только в 4-й серии)
- 1976 — Большая система / Wielki układ — Пётр, отец Колодзейского
- 1977 — Дело Горгоновой / Sprawa Gorgonowej — судья Антонович
- 1977 — Ритм сердца / Rytm serca — Камил
- 1977 — Кукла / Lalka — Ян Минцель
- 1978 — Семья Поланецких / Rodzina Połanieckich — Завиловский
- 1981 — Лимузин Даймлер-Бенц / Limuzyna Daimler-Benz — профессор Рогожин
- 1982 — Знахарь / Znachor — председатель суда
- 1983 — Предназначение / Przeznaczenie — актёр Стемповский
- 1983 — Марыня / Marynia — Завиловский
- 1986 — Пульс / Tętno — профессор